# Xerothamnella
Xerothamnella är ett släkte av akantusväxter. Xerothamnella ingår i familjen akantusväxter.
Kladogram enligt Catalogue of Life:
| Xerothamnella | \| \| Xerothamnella herbacea \| \| \| \| \| \| Xerothamnella parvifolia \| \| \| \| |
|               | \| \| Xerothamnella herbacea \| \| \| \| \| \| Xerothamnella parvifolia \| \| \| \| |
|               | Xerothamnella herbacea                                                              |
|               |                                                                                     |
|               | Xerothamnella parvifolia                                                            |
|               |                                                                                     |